# Telémetro láser

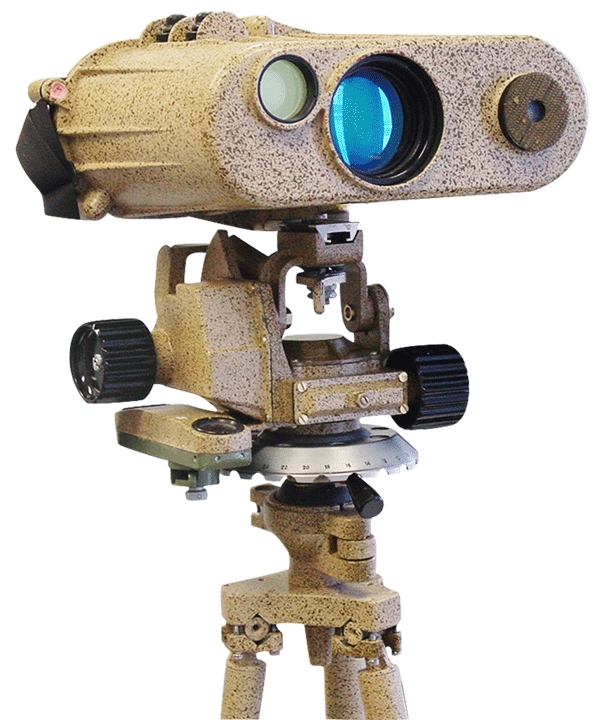
Un telémetro láser de largo alcance es capaz de medir distancias hasta 20 km; montado sobre un trípode con un soporte angular. El sistema resultante también ofrece mediciones del acimut y la altura.

El telémetro láser es un telémetro que utiliza un rayo láser para determinar la distancia hasta un objeto. El tipo más común de telémetro láser funciona según el principio del "tiempo de vuelo", enviando un pulso láser en un rayo estrecho hacia el objeto y midiendo el tiempo que le toma al pulso rebotar del objetivo y retornar al emisor. Debido a la alta velocidad de la luz, esta técnica no es apropiada para mediciones submilimétricas de alta precisión, donde se utilizan con frecuencia la triangulación y otras técnicas 

## Pulso
El pulso puede estar codificado para reducir la probabilidad que el telémetro sea interferido. Es posible utilizar técnicas basadas en el efecto Doppler para determinar si el objeto se mueve hacia el telémetro o se aleja, así como a que velocidad.

## Precisión
La precisión del instrumento es determinada por el tiempo de alza o caída del pulso láser y la velocidad del receptor. Un telémetro láser que utiliza pulsos láser muy agudos y tiene un detector muy veloz puede determinar la distancia a la que se encuentra un objeto con un margen de unos cuantos milímetros.

## Alcance
A pesar de que el rayo es estrecho, eventualmente se esparcirá a largas distancias debido a la divergencia del rayo láser, así como por la sincilación y los efectos de vara del rayo, causados por la presencia de bolsas de aire en el aire que actúan como lentes, con un tamaño que va desde microscópico hasta la mitad de la altura de la trayectoria del rayo láser encima de la tierra.
Estas distorsiones atmosféricas, aunadas a la divergencia del propio láser y los vientos transversales que empujan lateralmente las bolsas de aire caliente atmosférico, pueden combinarse para dificultar la obtención de una lectura precisa de la distancia a la que se encuentra un objeto, por ejemplo, debajo de unos árboles o detrás de arbustos, o incluso a distancias de más de 1 km en terreno desértico abierto y sin obstrucciones.
Una parte del rayo láser puede reflejarse en hojas o ramas que están más cerca que el objetivo, ofreciendo un retorno temprano y una lectura que es demasiada baja. Alternativamente, a distancias mayores de 365 m (1.200 pies) el objetivo, si está cerca de la tierra simplemente puede desvanecerse en un espejismo, causado por las gradientes de temperatura del aire que doblan el rayo láser cerca de una superficie caliente. Se deben tomar en cuenta todos estos efectos.

## Cálculo
La distancia entre los puntos A y B está dada por
{\displaystyle D={\frac {ct}{2}}}
donde c es la velocidad de la luz en la atmósfera y t es la cantidad de tiempo para el viaje ida y vuelta entre A y B.
{\displaystyle t={\frac {\varphi }{\omega }}}
donde φ es el retardo de fase hecho por la luz viajando y ω es la frecuencia angular de la onda óptica.
Entonces sustituyendo los valores en la ecuación,
{\displaystyle D={\frac {1}{2}}ct={\frac {1}{2}}{\frac {c\varphi }{\omega }}={\frac {c}{4\pi f}}(N\pi +\Delta \varphi )={\frac {\lambda }{4}}(N+\Delta N)}
En esta ecuación, λ es la longitud de onda c/f; Δφ es la parte del retardo de fase que no cumple π (esto es, φ módulo π); N es el número entero de semiciclos de onda del viaje ida y vuelta, y ΔN la parte fraccionaria restante.

## Tecnologías
Tiempo de vuelo - esto mide el tiempo que le toma a un pulso de luz viajar al objetivo y volver. Sabiendo la velocidad de la luz y con una medición precisa del tiempo transcurrido, se puede calcular la distancia. Se disparan secuencialmente varios pulsos y la respuesta promedio es la más frecuentemente empleada. Esta técnica precisa circuitos cronométricos sub-nanosegundo muy precisos.
Cambio de fase de frecuencia múltiple - esto mide el cambio de fase de múltiples frecuencias al reflejarse, luego resuelve simultáneamente algunas ecuaciones para dar una medición final.
Interferometría - la técnica más precisa y útil para medir cambios de distancia en lugar de distancias absolutas.

## Aplicaciones

### Militares

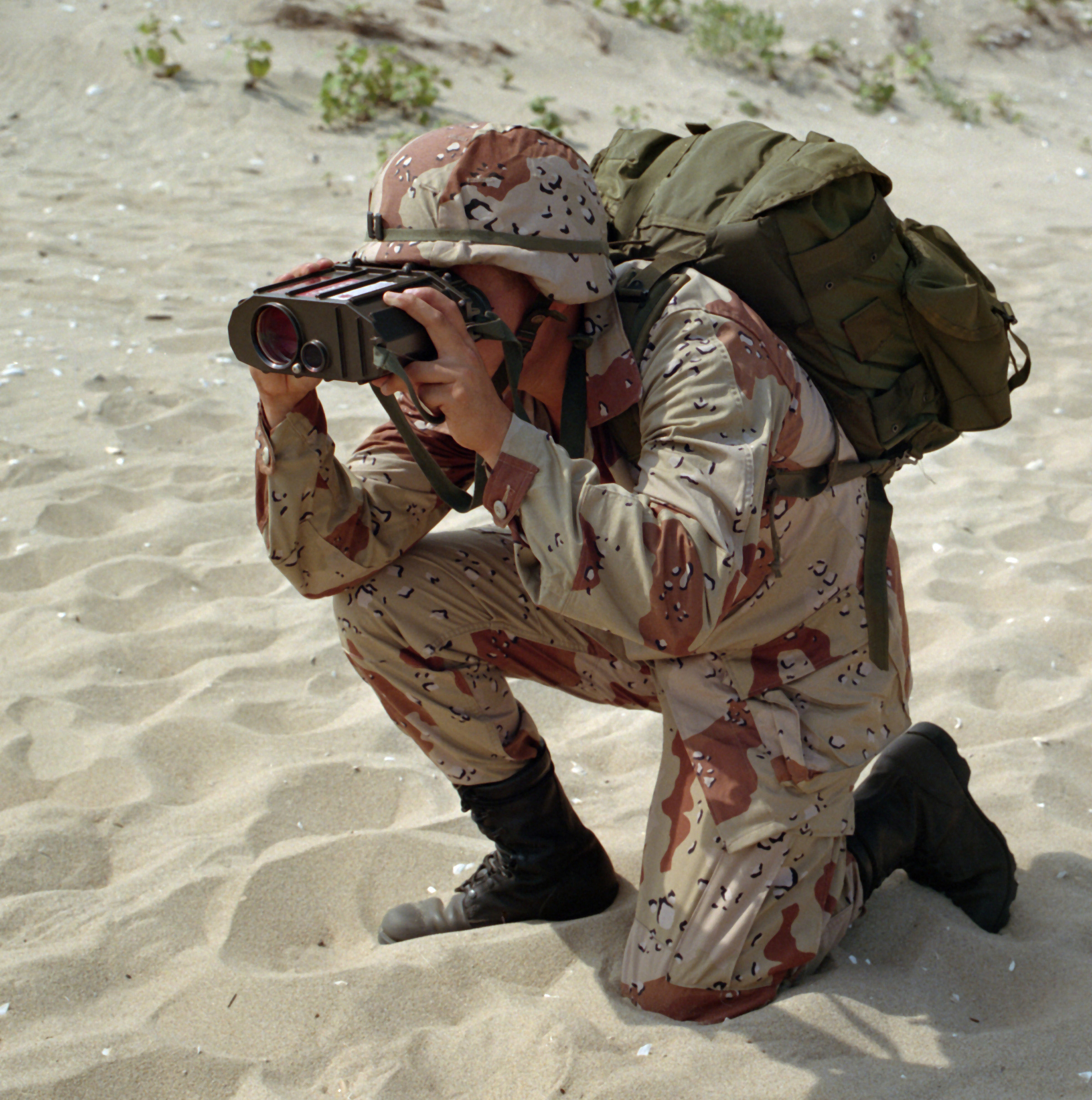
Soldado estadounidense con un telémetro láser GVS-5.

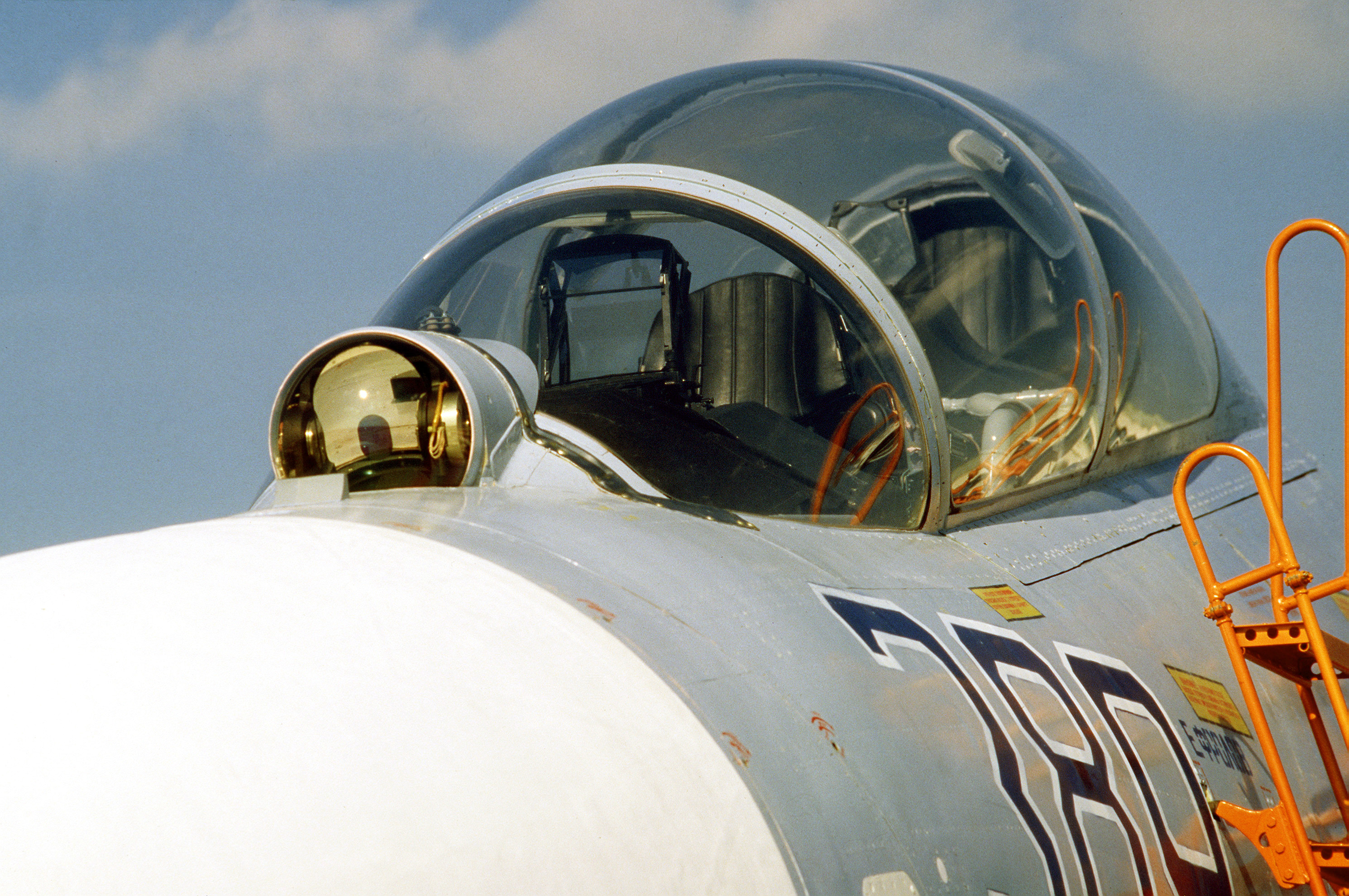
Un ITRS OLS-27 con telémetro láser a bordo del Sukhoi Su-27.

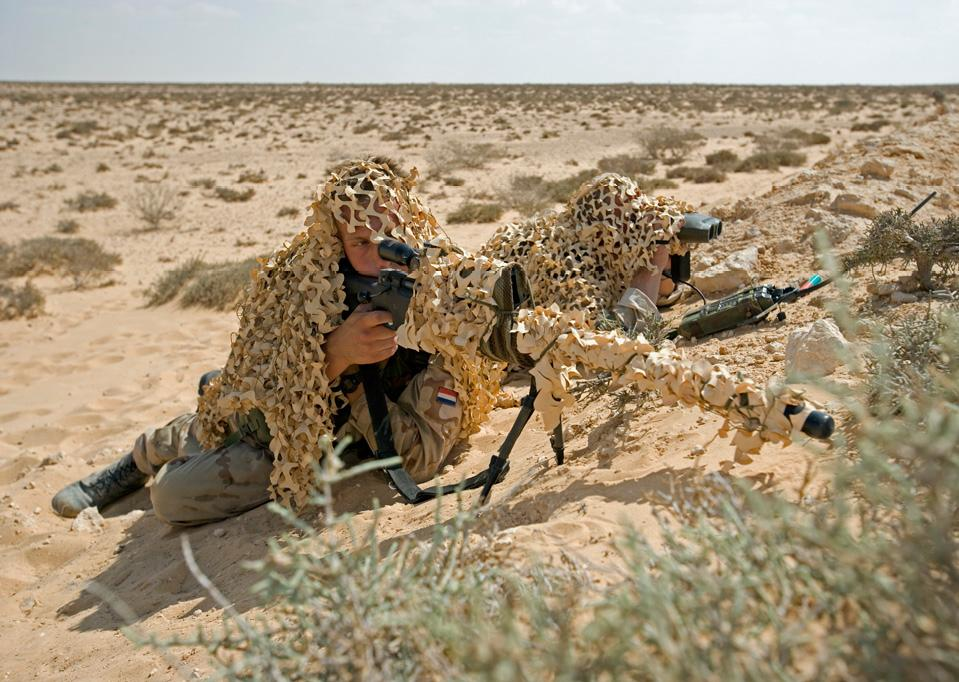
Un equipo de francotiradores holandeses de la ISAF mostrando su fusil Accuracy International AWSM de 8,6 mm y binoculares con telémetro láser Leica/Vectronix VECTOR IV.

Los telémetros láser ofrecen una distancia exacta de los objetivos situados más allá del alcance efectivo a francotiradores y artilleros. También pueden ser empleados para delimitación e ingeniería militar.
Los telémetros láser militares portátiles operan en alcances de 2 km hasta 25 km y son combinados con binoculares o monoculares. Cuando el telémetro está equipado con una brújula magnética digital y un inclinómetro, es capaz de ofrecer el acimut magnético, inclinación y altura (longitud) de los objetivos. Algunos telémetros también pueden medir la velocidad del objetivo con relación al observador. Algunos telémetros tienen cables o interfases inalámbricas que les permiten transferir los datos de sus mediciones a otros equipos, como computadoras de control de disparo. Existen también modelos que ofrecen la posibilidad de añadirles módulos de visión nocturna y usarlos. La mayoría de telémetros láser portátiles utilizan baterías estándar o recargables.
Los modelos de telémetros láser más potentes miden distancias hasta 25 km y normalmente son instalados sobre un trípode o directamente a bordo de un vehículo o en el afuste de un cañón. En el segundo caso, el módulo del telémetro está integrado con el equipo de observación diurno, nocturno y térmico. Los telémetros láser militares más avanzados pueden ser integrados con computadoras.
Para hacer que los telémetros láser y las armas guiadas por láser sean menos efectivos contra objetivos militares, diversas Fuerzas Armadas han desarrollado pintura que absorbe el láser para sus vehículos. A pesar de esto, algunos objetos no reflejan muy bien los rayos láser y emplear un telémetro láser con ellos es difícil.

### Modelado 3D

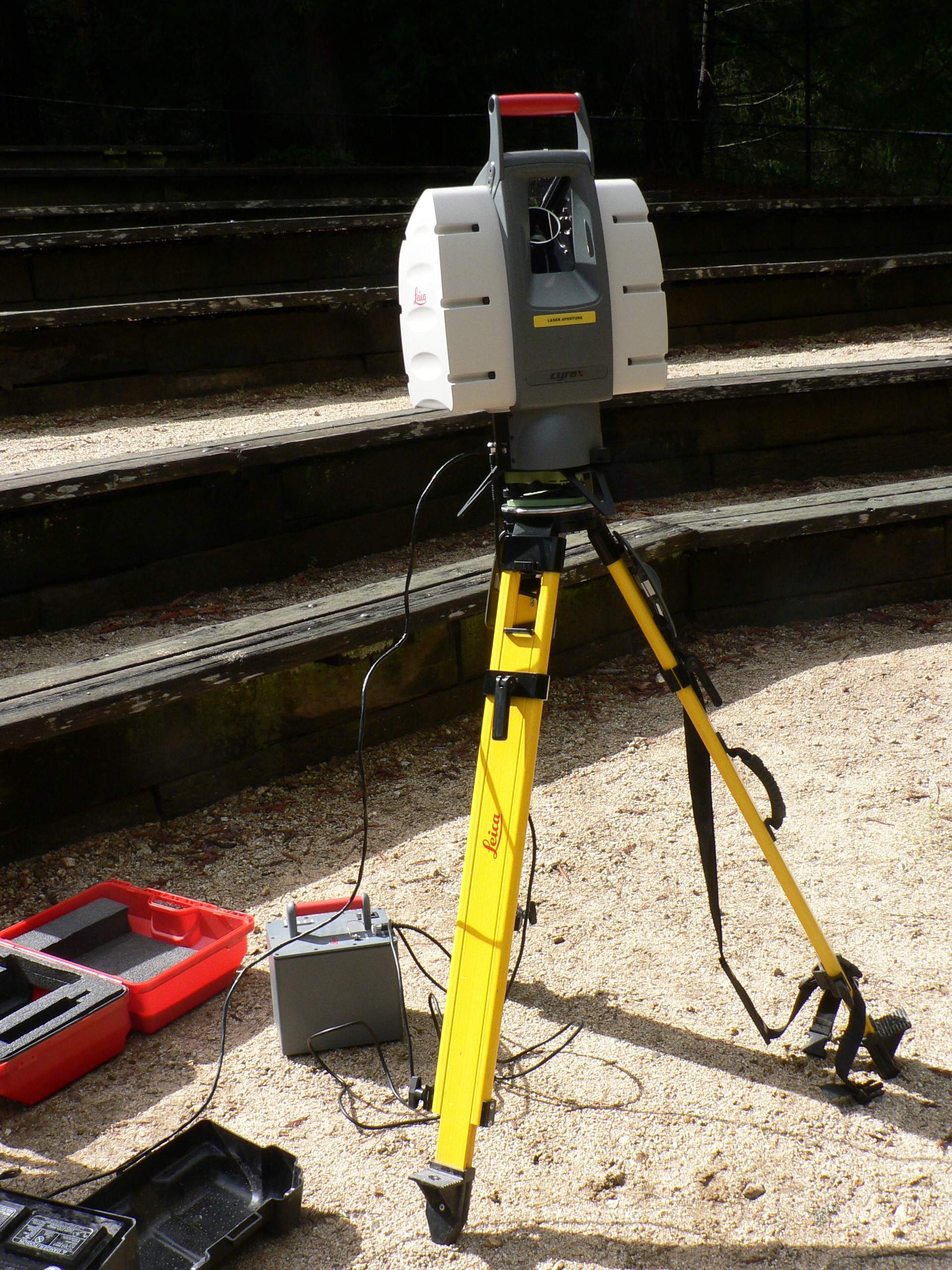
Este escáner LIDAR puede ser empleado para escanear edificios, formaciones rocosas y otras estructuras para crear un modelo 3D. El LIDAR puede apuntar su rayo láser en un amplio alcance: su cabezal gira horizontalmente, un espejo oscila verticalmente. El rayo láser es utilizado para medir la distancia al primer objeto en su trayectoria.

Los telémetros láser son extensivamente utilizados en reconocimiento 3D de objetos, modelado 3D y una amplia variedad de áreas relacionadas con la visión artificial. Esta tecnología constituye el núcleo de los llamados escáneres 3D de "tiempo de vuelo". En contraste con los instrumentos militares descritos arriba, los telémetros láser ofrecen capacidades de escaneo de alta precisión, ya sea con modos de escaneo por una sola cara o de 360 grados.
Se han desarrollado varios algoritmos para fusionar los datos de distancias de un solo objeto obtenidos desde múltiples ángulos y producir modelos 3D completos con menor cantidad posible de errores. Una de las ventajas que ofrecen los telémetros láser respecto a otros métodos de visión artificial es que la computadora no necesita correlar las características de dos imágenes para determinar la información de profundidad como en los métodos estereoscópicos.
Los telémetros láser empleados en aplicaciones de visión artificial frecuentemente tienen resoluciones de profundidad de decenas de milímetros o menos. Esto puede lograrse al emplear triangulación o técnicas de medición de la refracción, al contrario de las técnicas de tiempo de vuelo empleadas en el LIDAR.

### Ingeniería de montes

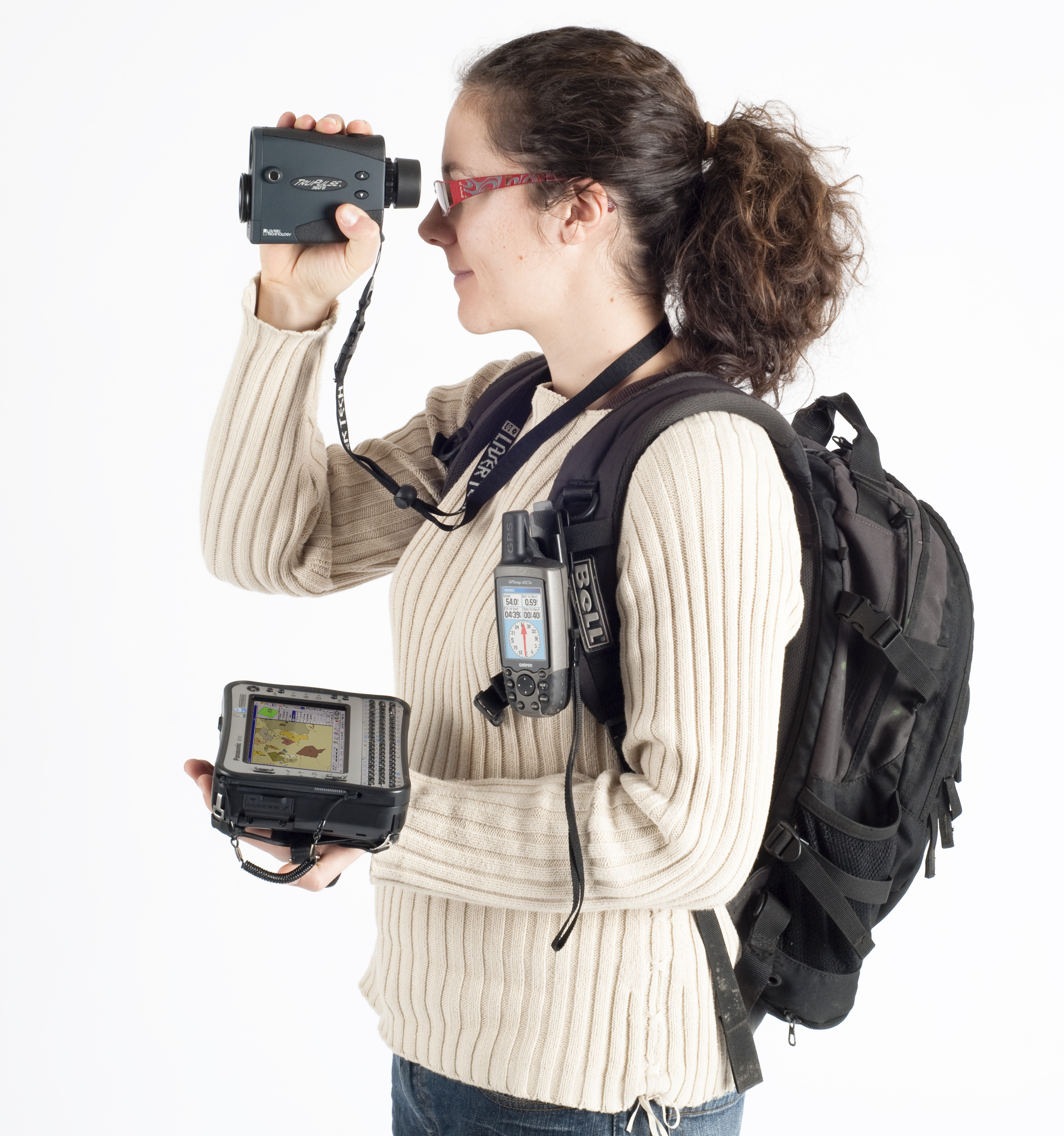
Telémetro láser TruPulse empleado para inventarios forestales (en combinación con tecnología Field-Map).

En la ingeniería de montes se emplean telémetros láser especiales. Estos aparatos tienen filtros antihoja y trabajan con retrorreflectores. El rayo láser solo se refleja en su retrorreflector, por lo cual la medición exácta de distancias está garantizada. Los telémetros láser con filtro antihoja son empleados, por ejemplo, para inventarios forestales.

### Deportes
Los telémetros láser pueden ser efectivamente empleados en diversos deportes que requieran mediciones de distancia precisas, tales como golf, caza y tiro con arco.  Algunos de los fabricantes más conocidos son Leupold, Opti-logic Corporation, Bushnell, LaserTechnology, Trimble, Leica, Newcon Optik, Op.Electronics, Nikon y Swarovski Optik.
Muchos telémetros vienen con características avanzadas, tales como CAD (compensación del ángulo de distancia) y capacidad multidistancia. El CAD puede ser calculado manualmente con la regla del fusilero, pero es usualmente mucho más sencillo dejar que el telémetro lo haga mientras uno está cazando. Muchos cazadores del este de Estados Unidos no necesitan un telémetro, pero muchos cazadores del oeste los necesitan, debido a las largas distancias de disparo y a los espacios más abiertos.

### Procesos de producción industrial
Una importante aplicación es el uso de la tecnología del telémetro láser durante la automatización de los sistemas de administración de materia prima y procesos de producción en la industria del acero.

### Herramientas láser de medición

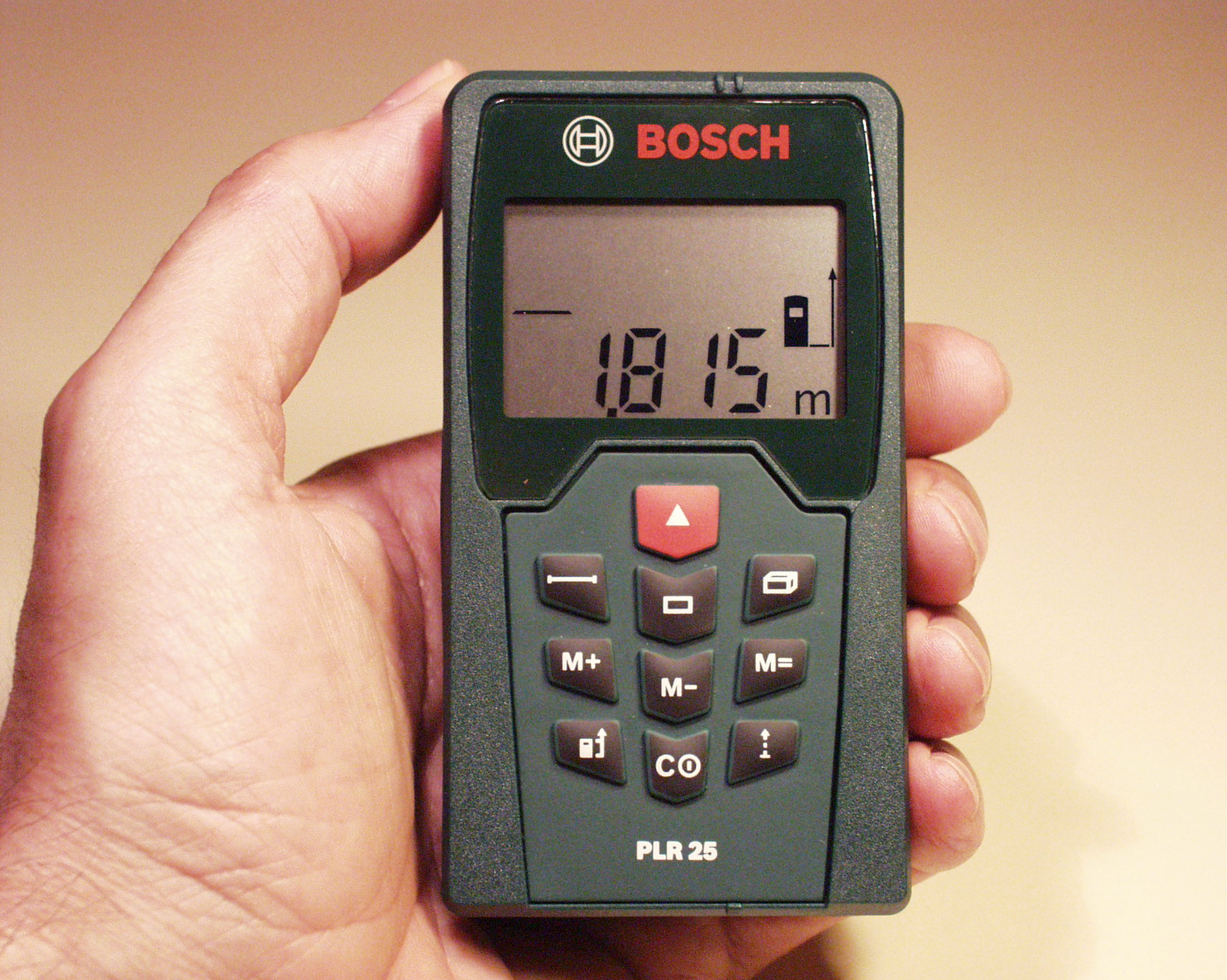
Telémetro láser Bosch PLR 25.

Los telémetros láser también son empleados en varias industrias, como construcción, renovación y bienes raíces como alternativa a la cinta métrica. Para medir un objeto grande con una cinta métrica, como una habitación, uno necesita que otra persona sujete la cinta frente a la pared y que haya espacio para extender la cinta a lo largo de la habitación. Con una herramienta láser de medición, esta misma operación puede ser llevada a cabo por un solo operario con solo una línea de visión. Usualmente las herramientas láser de medición tienen la capacidad de efectuar algunos cálculos simples, como el área y el volumen de una habitación, así como de pasar del sistema métrico al sistema imperial.

## Seguridad
Los telémetros láser comerciales son en general aparatos láser Clase 1 o Clase 2, por lo tanto considerados relativamente seguros para los ojos. Sin importar el nivel de seguridad, siempre se debe evitar el contacto directo con los ojos. Algunos telémetros láser militares sobrepasan los niveles de energía de los aparatos láser Clase 2.